# Ba'ertan Shuiku
Ba'ertan Shuiku (kinesiska: 八尔滩水库, Ba’ertan Shuiku) är en reservoar i Kina. Den ligger i provinsen Sichuan, i den sydvästra delen av landet, omkring 190 kilometer öster om provinshuvudstaden Chengdu. Ba'ertan Shuiku ligger 371 meter över havet. Arean är 1,3 kvadratkilometer. Trakten runt Ba'ertan Shuiku består till största delen av jordbruksmark. Den sträcker sig 1,7 kilometer i nord-sydlig riktning, och 3,0 kilometer i öst-västlig riktning.
Genomsnittlig årsnederbörd är 1 418 millimeter. Den regnigaste månaden är juli, med i genomsnitt 272 mm nederbörd, och den torraste är december, med 6 mm nederbörd.